# Spaneika, Arcadia
Spaneika  este un oraș în Grecia în Prefectura Arcadia.